# Yhden enkelin unelma
«Yhden enkelin unelma» («Sueño de un ángel») es el primer sencillo de la cantante solista Tarja Turunen, cuando todavía formaba parte de la banda de metal sinfónico Nightwish. Fue lanzado el 13 de diciembre de 2004. La canción se publicó también en una versión acústica; internacionalmente, se publicó con su nombre en inglés «One Angel's Dream».

## Canciones
| Edición pop - «En etsi valtaa, loistoa» (Música: Jean Sibelius/Letra: Zacharias Topelius) - «Kun joulu on» (Música: Otto Kotilainen/Letra: Alpo Noponen) | Edición acústica - «En etsi valtaa, loistoa» (acústico) - «Kun joulu on» (acústico) |

Ambas canciones del sencillo son cantadas en finlandés, y finalmente formaron parte de su primer álbum de estudio, Henkäys Ikuisuudesta (2006).

## Interpretaciones en vivo

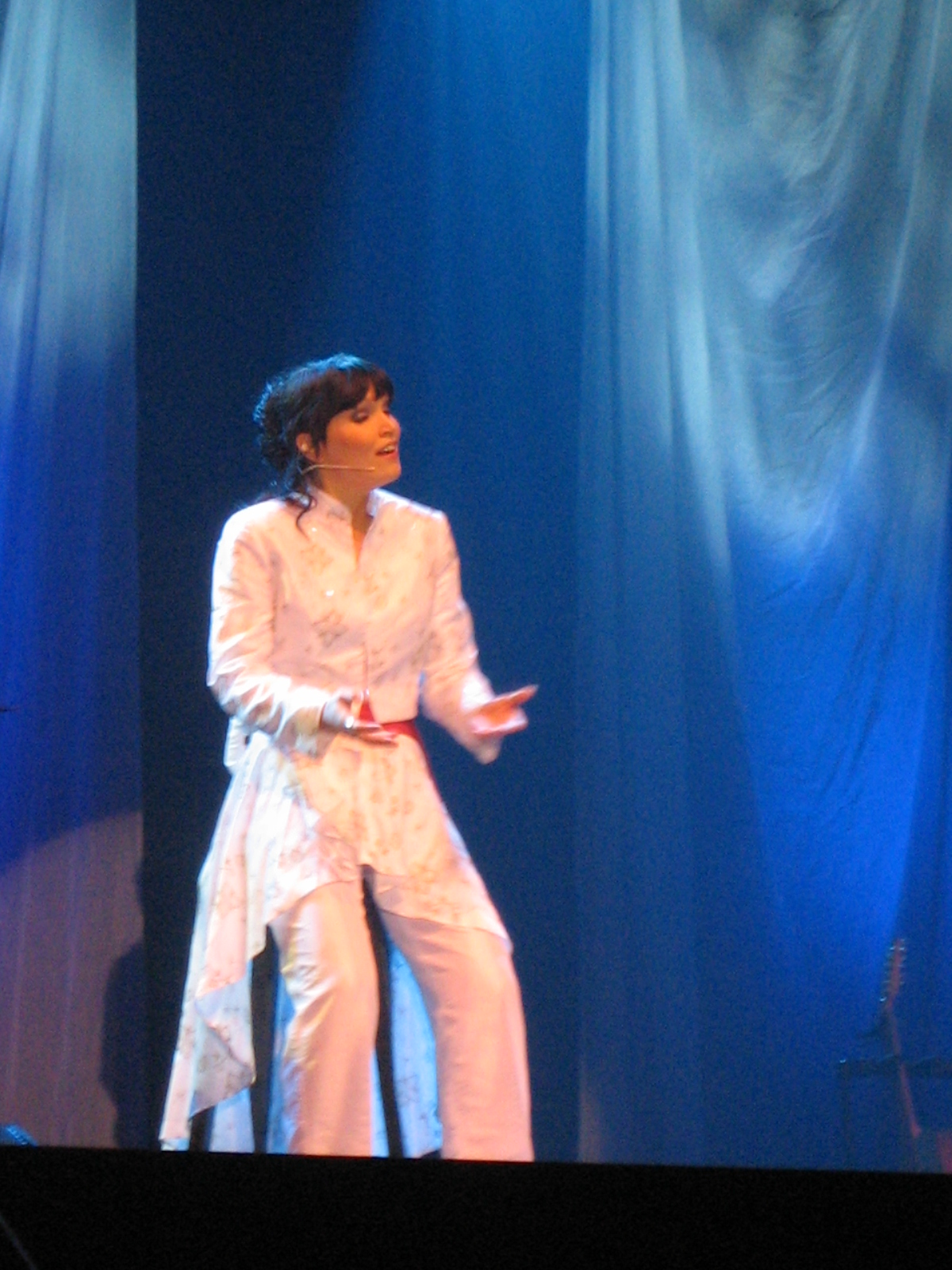
Turunen en el Henkäys Tour 2006

Turunen promocionó el sencillo con una mini gira, dando conciertos en Finlandia, Alemania, España y Rumania, a fines de 2005. «En etsi valtaa, loistoa» fue interpretada regularmente en sus conciertos clásicos y navideños entre 2005 y 2018, mientras que «Kun joulu on» solo tuvo apariciones esporádicas en el Henkäys Tour para promocionar su álbum debut.
En 2016, Turunen realizó dos conciertos titulados "Breath from Heaven - 10th Anniversary Christmas Celebration", en honor al décimo aniversario de Henkäys Ikuisuudesta, e interpretó ambas canciones del sencillo.

## Ventas
El sencillo inicialmente debutó en el puesto 2 en las listas finlandesas, y tras tres semanas, acabó el 2004 en el puesto 1; comenzó el 2005 en el puesto 4, y volvió a alcanzar el primer puesto en diciembre de 2005, luego de diez semanas en la lista finlandesa oficial. El sencillo alcanzó el disco de oro en Finlandia, con más de 7000 copias vendidas.
| Listas (2005)                           | Posición |
| --------------------------------------- | -------- |
| Finlandia (Suomen virallinen lista)     | 1        |
| España (Spain Top 20)                   | 9        |
| Unión Europea (Europe Official Top 100) | 98       |